# Z̓
Z̓ (minuscule : z̓), appelé Z virgule suscrite, est une lettre latine utilisée dans l’écriture du st'at'imcets et du thompson.
Il s’agit de la lettre Z diacritée d’une virgule suscrite.

## Usage informatique
Le Z virgule suscrite peut être représenté avec les caractères Unicode suivants : 
- décomposé (latin de base, diacritiques) :

| formes    | représentations | chaînes de caractères | points de code | descriptions                                          |
| --------- | --------------- | --------------------- | -------------- | ----------------------------------------------------- |
| capitale  | Z̓               | Z◌̓                    | U+005A U+0313  | lettre majuscule latine z diacritique virgule en chef |
| minuscule | z̓               | z◌̓                    | U+007A U+0313  | lettre minuscule latine z diacritique virgule en chef |

## Sources
- « How To Type nɬeʔkèpmxcín (Thompson River Salish) », MELTR. <http://www.meltr.org/Resources/Keyboards/ThompsonU.htm>
- L'alphabet L̓il̓wat, FirstVoices.ca.
- L'alphabet nłeʔkepmxcin, FirstVoices.ca.
- L'alphabet Northern St̓át̓imcets, FirstVoices.ca.